# داستان بز ۲
داستان بز ۲ (به چکی: Kozí příběh 2) یک فیلم پویانمایی محصول سال ۲۰۱۲ چک به کارگردانی یان تومانک و دنباله‌ای بر فیلم داستان بز محصول ۲۰۰۸ است.